# Măgar sălbatic sirian
Măgarul sălbatic sirian (Equus hemionus hemippus), mai puțin cunoscut sub numele de hemippe, un achdari, sau  onagru sirian sau mesopotamian, este o subspecie dispărută de onagru originară din Peninsula Arabică și din zonele înconjurătoare. Acesta a existat în actualele state: Irak, Palestina, Israel, Iran, Iordania, Arabia Saudită, Siria și Turcia.